# 샌디에고 스타디움
샌디에고 스타디움(San Diego Stadium)는 미국 캘리포니아주 샌디에이고에 위치한 다목적 경기장이다. 과거 샌디에이고 주립 대학교 미식축구팀의 홈구장이다. 1969년부터 2003년까지는 샌디에이고 파드리스의 홈구장이었다. 1967년부터 2016년까지 NFL 소속 샌디에이고 차저스의 홈구장이었다. 1960년대 초반 스포츠 담당 기자 잭 머피가 샌디에이고에 다목적 경기장을 짓기 시작했고 1965년 12월 18일 샌디에이고 스타디움이라는 이름으로 문을 열었다. 1980년 잭 머피가 사망한 이후 잭 머피 경기장으로 개명했고, 1997년 퀄컴과의 명명권 계약에 따라 현재의 이름을 갖게 됐다.
퀄컴 스타디움은 축구 경기장으로서의 기능도 수행한다. 이곳에서 CONCACAF 골드컵 경기와 레알 마드리드 CF, 포츠머스 FC, 클럽 아메리카와 같은 팀들의 친선 경기를 열었었다.

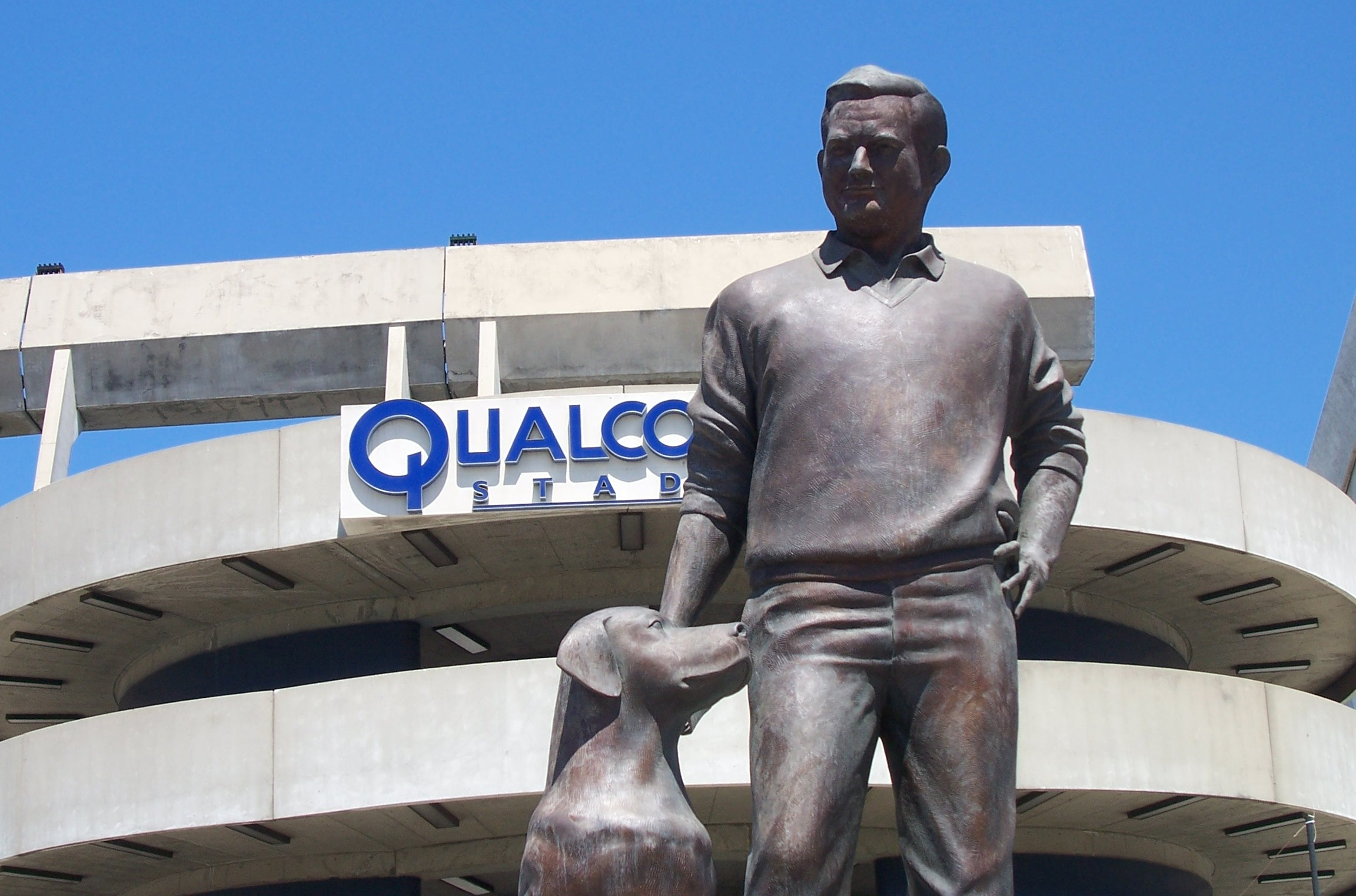
잭 머피와 그의 개의 동상